# Гонди, Жан-Франсуа де
Жан-Франсуа де Гонди (фр. Jean-François de Gondi, 1584 - 21 марта 1654) — французский иерарх, первый архиепископ Парижа (1622—1654). Представитель знатного франко-итальянского рода Гонди.

## Биография
Родился в Париже, сын Альбера де Гонди, герцога де Реца, и графини Клод де Клермон-Тоннерр, был последним, десятым по счёту ребёнком в семье. Родной брат Анри де Гонди.
В 1622 году наследовал своему брату Анри на кафедре парижского епископа. Жан-Франсуа де Гонди стал третьим из четырёх последовательных представителей рода Гонди, занимавших парижскую кафедру на протяжении почти ста лет и единственным из четверых, не удостоенным кардинальской шапки.
20 октября 1622 года папа Григорий XV буллой Universi orbis возвёл епархию Парижа в ранг архиепархии. Жан-Франсуа де Гонди, таким образом, после своего избрания и епископской хиротонии, которая состоялась 19 февраля 1623 года, стал первым архиепископом Парижа. Занимал кафедру Парижа вплоть до своей смерти. Его преемником на парижской кафедре стал его племянник Жан Франсуа Поль де Гонди.